# BIGvancomic
ビッグバンコミック（英: BIGvancomic CO., LTD.、略称：ビグバン、BIGv）は、アメリカ合衆国のアダルトコミックおよびグッズ販売・開発、出版社である。

## 概要
イラストレーターの水口洋介がマーベルに影響を受け、2014年に結成。当初はカートゥーンの絵柄を生かしたアメコミ風の漫画や、一般向け漫画を制作していた。主に海外から好評を受け、水口の元には海外からの依頼も殺到した。
アメリカに活動拠点を置いた理由に水口は、「アメリカではいい物を作って、お互いシェアする文化がある。そして世界を見据えるためです（笑）」と語っている。ロゴをデザインしたのはカナダ在住でカイル・クーパーの従兄弟であるとウワサのデザイナー、マン・G・クーパーである。
結成から5年後の2019年、アダルトコンテンツに参入すると同時に本格的な商業活動を見据え、「企業」として活動するようになる。
水口も代表取締役を名乗り、「企業理念」などといった言葉が使われるようになった。実際には法人格はまだ取得されていないが、2021年に法人格を取得する予定である。
BIGvancomicの作品と他アダルトコンテンツの違いはストーリー性の重視である。これまでにない重厚なストーリーとアダルトの組み合わせは特に高い評価を受け、コアなファンに根強い人気がある。またネットでは積極的なPR活動で人々の注目を集めている。例えば脳科学とアダルトを絡めた独自のコラムなど、他にあり得ない切り口のものがある。

## 作品リスト
| 熱血萌!                                                          | 2017年03月27日 | ギャグマンガ |
| 超絶!ヒールプラス#9                                              | 2017年03月22日 | 変身ヒロイン |
| エイリアンフォース                                               | 2017年04月27日 | 少年漫画     |
| 超絶!ヒールプラス#10                                             | 2018年02月18日 | 変身ヒロイン |
| 2018 EDITION Yosuke ART Graphics                                 | 2018年11月26日 | イラスト集   |
| 宇宙海賊!スライム相手に堕とされる!                               | 2019年06月20日 | 18禁         |
| 僕の成績を上げる為にえっちなご褒美をくれるお姉ちゃん!            | 2019年07月01日 | 18禁         |
| 割引券をくれたお姉ちゃんを僕はお店で指名する!                    | 2019年07月22日 | 18禁         |
| 神様えっち!お狐様とのお稲荷ックス!                               | 2019年9月23日  | 18禁         |
| 宇宙海賊と宇宙アイドルが年下ショタを賭けてセックスバトルをする話 | 2019年10月21日 | 18禁         |
| ヤンデレDEお姉ちゃん                                             | 2020年01月11日 | 18禁         |
| .MAGICKNIGHTS://IZUNA.                                           | 2020年02月18日 | 18禁         |
| セックスしないと出られない部屋!with最上                          | 2020年03月07日 | 18禁         |
| ドラッグが蔓延する鎮守府に着任しました。                         | 2020年04月28日 | 18禁         |
| ドラッグ売りの娼女                                               | 2020年05月08日 | 18禁         |
| お姉ちゃんとお外で野外えっち                                     | 2020年06月18日 | 18禁         |
| セックスを拒否しただけなのに！                                   | 2020年9月25日  | 18禁         |

## 所属スタッフ
水口洋介
代表取締役。作画・シナリオ・プロデュース担当。
やたがらす
広報担当。設立メンバーの一人。
ヒカル
広報・作画モデル担当。